# Limnodynastes depressus
Limnodynastes depressus é uma espécie de anfíbio da família Limnodynastidae.
É endémica da Austrália.
Os seus habitats naturais são: campos de gramíneas subtropicais ou tropicais secos de baixa altitude e marismas de água doce.
Está ameaçada por perda de habitat.